# William Sands
William Sands (geb. 31. Mai 1923 in den USA; gest. 11. September 1984 in Nebraska) war ein US-amerikanischer Filmeditor.

## Leben
Sands war in den 1950er Jahren als Schnittassistent tätig. 1968 war er für den Film Funny Girl erstmals als eigenständiger Editor aktiv. Zusammen mit Maury Winetrobe und Robert Swink war er für diese Arbeit 1969 für den Oscar in der Kategorie Bester Schnitt nominiert. Hinzu kam eine Nominierung für den Eddie Award der American Cinema Editors.
Bis einschließlich 1973 folgten drei weitere Filme, bei denen er für den Schnitt verantwortlich war. Zuletzt trat er bei dem Film Wolfen aus dem Jahr 1981 als Schnittassistent in Erscheinung.

## Filmografie
- 1968: Funny Girl
- 1970: Das einzige Spiel in der Stadt (The Only Game in Town)
- 1972: Der Kaktus sticht nur einmal zu (Cactus in the Snow)
- 1973: Diamantenlady (Lady Ice)